# Josef Hueber
Joseph Hueber (* 1715 oder 1717 vermutlich in Wien; † 26. September 1787 in Graz) war ein österreichischer Barockbaumeister.

## Leben
Der Vater Sebastian stammte aus Tirol und kam nach Wien, war dort als Maurerpolier tätig und hatte direkte Beziehungen zu Johann Lucas von Hildebrandt und wohl auch zu Joseph Emanuel Fischer von Erlach. Beim Vater begann Josef Hueber seine Ausbildung und begab sich ab 1730 auf vierjährige Wanderschaft. Hernach wurde er in Wien als Polier im Festungsbau tätig. 1739 legte er beim kaiserlichen „Fortifikationsbaumeister“ Joseph Krauss eine Prüfung [Meisterprüfung] ab. 
Noch im selben Jahr trat er bei Josef Carlone in Graz in Dienst, heiratete nach dessen Tod 1740 dessen Witwe, übernahm damit auch die „Profession“ und wurde am 27. März 1740 in die Maurerzunft aufgenommen.
Er erhielt (wann?) die freigewordene Stelle eines Grazer „Landschaftlichen Maurermeisters“ und stand ab 1782 der Grazer Maurerzunft vor.

## Bauten

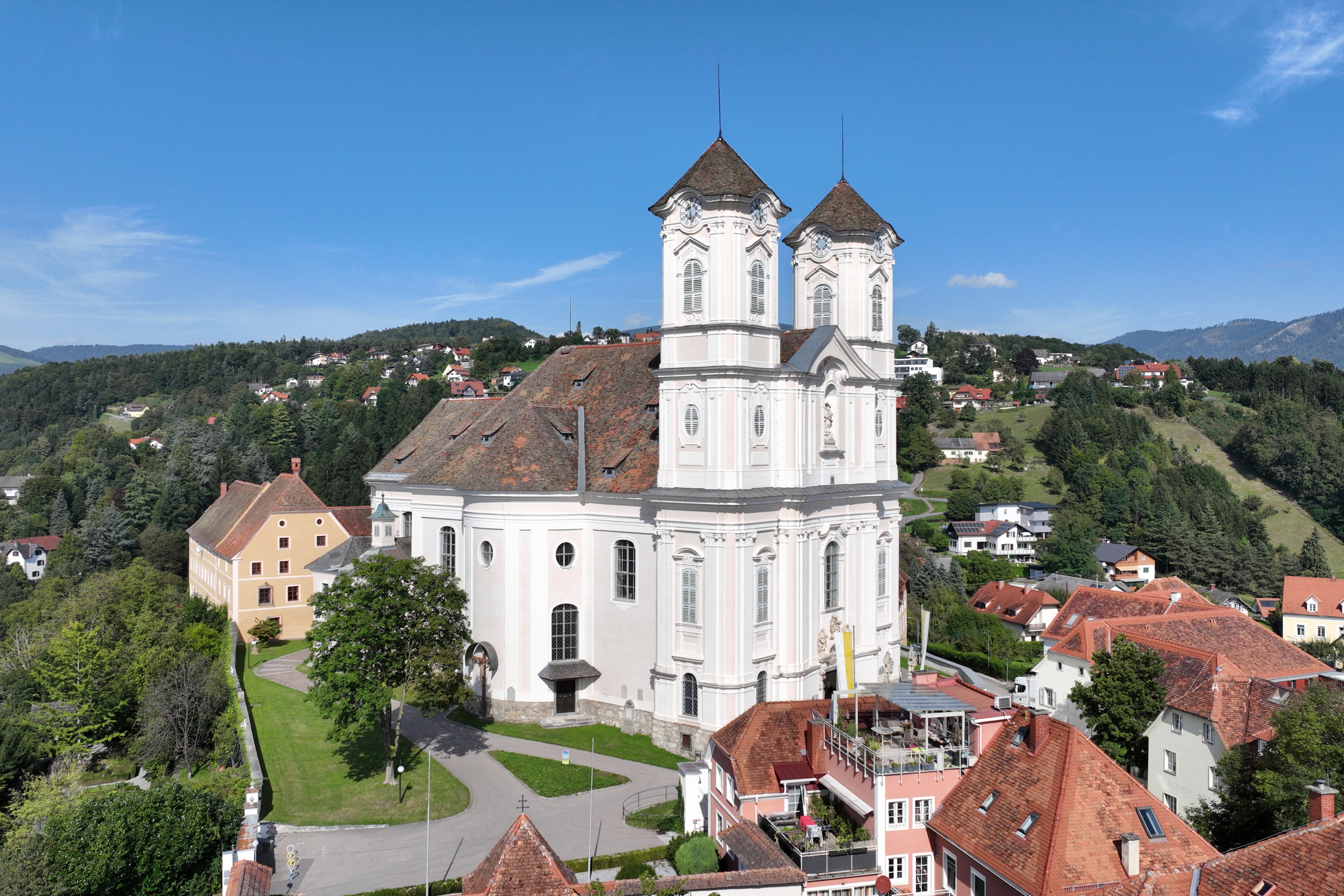
Pfarrkirche am Weizberg

- Kapelle Johann von Nepomuk in einem Seitenschiff der Grazer Stadtpfarrkirche (1741)
- Bau einer doppeltürmigen Fassade der Grazer Mariahilferkirche (1742)
- Umbau der Pfarrkirche Oberburg (1743–1760)
- Klosterkirche der ehemaligen P. Piaristen (jetzt Kath. Filialkirche Mariä Reinigung) in Gleisdorf (1744–1745) ?
- Neubau der Veitskirche[1] Sankt Veit am Vogau (ab 1748)
- Umbau des fürstlichen Schlosses Eggenberg, des Palais Herberstein etc. in Graz (ab 1753)
- Pfarrkirche am Weizberg[2][3] in Weiz (1755–1758)
- Pfarrkirche zu Stubenberg[4] (1760–1766)
- Stift Admont und Stiftsbibliothek[5] (1764)
- Umbau der mittelalterlichen Pfarrkirche zu Mürzzuschlag (1766)
- Bau des Westturms der Pfarrkirche St. Nikolaus[6] zu Mautern (1766–1774)
- Barockisierung der gotischen Pfarrkirche[7] zu Kindberg (Bh. Mürzzuschlag) (1773–1774)
- Errichtung des Grazer Schauspielhauses (1774–1776, 1823 abgebrannt)
- Umbau einiger Schlösser im heutigen Slowenien[8]
  - Hrastovec (1738)
  - Slovenska Bistrica (1751)
  - Štatenberg bei Makole (1763)
  - Turnišče (1763)
  - Gornja Radgona (1775)
  - Dornava (1753–1755)
- Barockisierung von Schloss Batthyány in Ludbreg[9] (ab 1745)